# Apanteles scabipunctus
Apanteles scabipunctus är en stekelart som först beskrevs av Chen och Song 2004.  Apanteles scabipunctus ingår i släktet Apanteles och familjen bracksteklar. Inga underarter finns listade i Catalogue of Life.